# 10000 metri piani
I 10 000 metri piani sono una specialità sia maschile che femminile dell'atletica leggera che si corre su pista e fa parte del programma olimpico. Gli atleti partono in massa, non hanno vincoli di corsia e devono effettuare 25 giri di pista. 
Gli attuali campioni olimpici sono l'ugandese Joshua Cheptegei e la keniota Beatrice Chebet, mentre i campioni mondiali sono l'ugandese Joshua Cheptegei e Letesenbet Gidey.

## Record

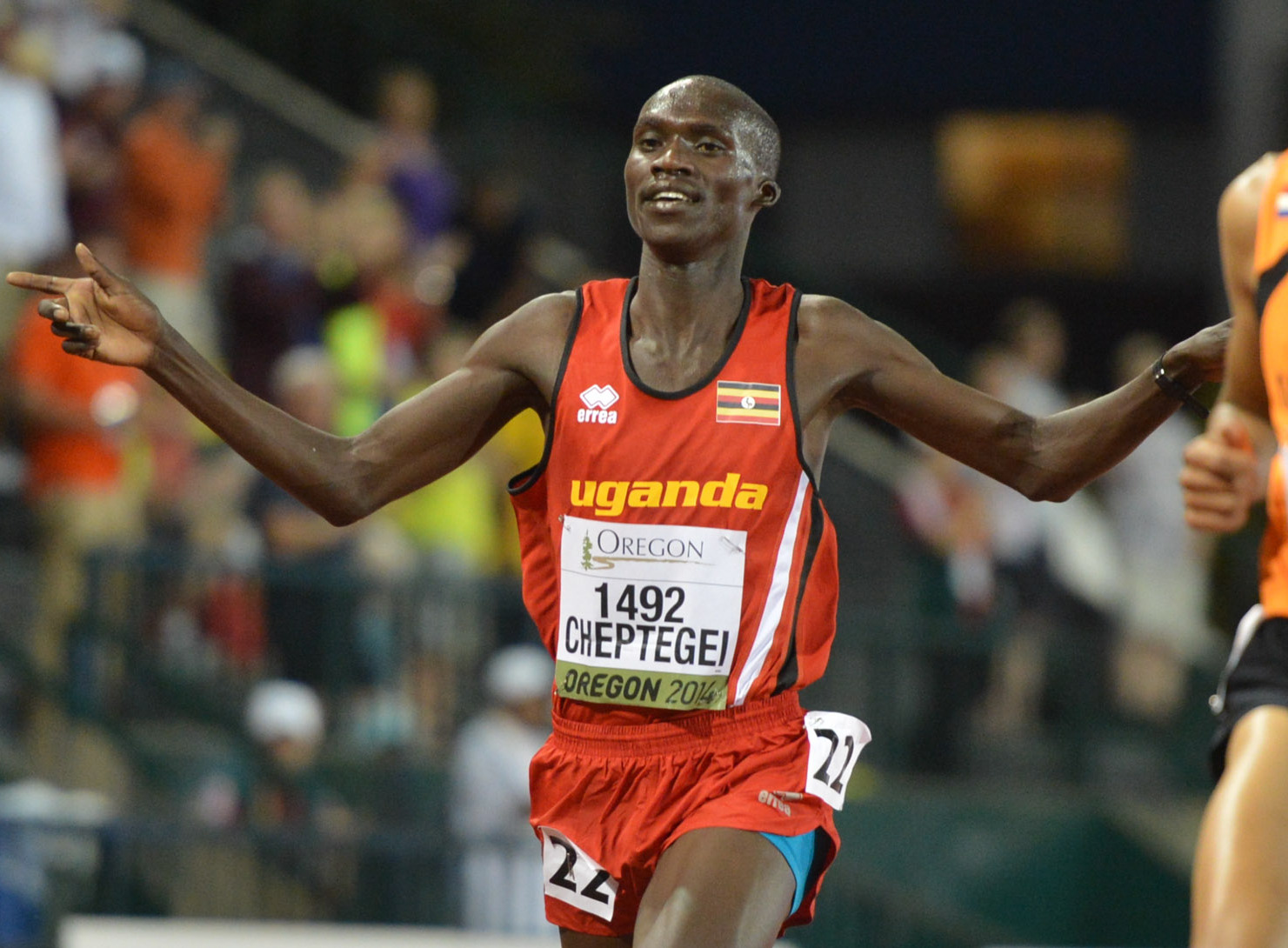
Joshua Cheptegei, detentore del record mondiale della distanza

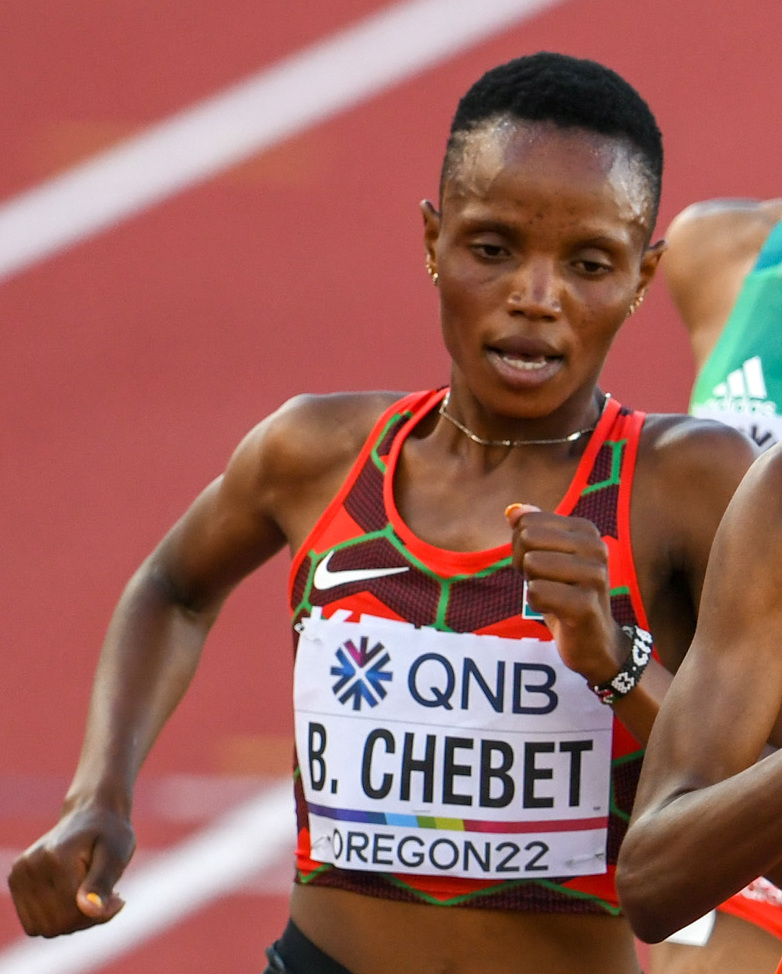
Beatrice Chebet, primatista mondiale della specialità

Il record mondiale maschile appartiene all'ugandese Joshua Cheptegei che ha percorso la distanza in 26'11"00 a Valencia il 7 ottobre 2020, mentre il record femminile è detenuto dalla keniana Beatrice Chebet che ha percorso i 10000 m in 28'54"14 a Eugene il 25 maggio 2024.

### Maschili
Statistiche aggiornate al 27 settembre 2024.
|                             | Tempo    | Atleta                    | Luogo               | Data             |
| --------------------------- | -------- | ------------------------- | ------------------- | ---------------- |
| Record mondiale             | 26'11"00 | Joshua Cheptegei          | Valencia            | 7 ottobre 2020   |
| Record olimpico             | 26'43"14 | Joshua Cheptegei          | Parigi              | 2 agosto 2024    |
| Record africano             | 26'11"00 | Joshua Cheptegei          | Valencia            | 7 ottobre 2020   |
| Record asiatico             | 26'38"76 | Ahmad Hassan Abdullah     | Bruxelles           | 5 settembre 2003 |
| Record europeo              | 26'46"57 | Mo Farah                  | Eugene              | 3 giugno 2011    |
| Record nord-centroamericano | 26'33"84 | Grant Fisher              | San Juan Capistrano | 6 marzo 2022     |
| Record oceaniano            | 27'09"57 | Jack Rayner               | San Juan Capistrano | 16 marzo 2024    |
| Record sudamericano         | 27'28"12 | Marílson Gomes dos Santos | Neerpelt            | 2 giugno 2007    |
| Record nazionale            | 27'10"76 | Yemaneberhan Crippa       | Doha                | 6 ottobre 2019   |

### Femminili
Statistiche aggiornate al 09 luglio 2024.
|                             | Tempo    | Atleta             | Luogo               | Data             |
| --------------------------- | -------- | ------------------ | ------------------- | ---------------- |
| Record mondiale             | 28'54"14 | Beatrice Chebet    | Eugene              | 25 maggio 2024   |
| Record olimpico             | 29'17"45 | Almaz Ayana        | Rio de Janeiro      | 12 agosto 2016   |
| Record africano             | 28'54"14 | Beatrice Chebet    | Eugene              | 25 maggio 2024   |
| Record asiatico             | 29'31"78 | Wang Junxia        | Pechino             | 8 settembre 1993 |
| Record europeo              | 29'06"82 | Sifan Hassan       | Hengelo             | 6 giugno 2021    |
| Record nord-centroamericano | 30'03"82 | Alicia Monson      | San Juan Capistrano | 4 marzo 2023     |
| Record oceaniano            | 30'35"54 | Kimberley Smith    | Palo Alto           | 4 maggio 2008    |
| Record sudamericano         | 31'33"07 | Florencia Borrelli | San Juan Capistrano | 16 marzo 2024    |
| Record nazionale            | 30'43"35 | Nadia Battocletti  | Parigi              | 9 agosto 2024    |

Legenda:
: record mondiale
: record olimpico
: record africano
: record asiatico
: record europeo
: record nord-centroamericano e caraibico
: record oceaniano
: record sudamericano
: record italiano

## Migliori atleti

### Maschili
Statistiche aggiornate al 27 settembre 2024.
|     | Tempo    | Atleta             | Luogo               | Data             |
| --- | -------- | ------------------ | ------------------- | ---------------- |
| 1.  | 26'11"00 | Joshua Cheptegei   | Valencia            | 7 ottobre 2020   |
| 2.  | 26'17"53 | Kenenisa Bekele    | Bruxelles           | 26 agosto 2005   |
| 3.  | 26'22"75 | Haile Gebrselassie | Hengelo             | 1º giugno 1998   |
| 4.  | 26'27"85 | Paul Tergat        | Bruxelles           | 22 agosto 1997   |
| 5.  | 26'30"03 | Nicholas Kemboi    | Bruxelles           | 5 settembre 2003 |
| 6.  | 26'30"74 | Abebe Dinkesa      | Hengelo             | 29 maggio 2005   |
| 7.  | 26'31"01 | Yomif Kejelcha     | Nerja               | 14 giugno 2024   |
| 8.  | 26'31"13 | Berihu Aregawi     | Nerja               | 14 giugno 2024   |
| 9.  | 26'33"84 | Grant Fisher       | San Juan Capistrano | 6 marzo 2022     |
| 10. | 26'33"93 | Jacob Kiplimo      | Ostrava             | 19 maggio 2021   |

### Femminili
Statistiche aggiornate al 9 luglio 2024.
|     | Tempo    | Atleta             | Luogo          | Data             |
| --- | -------- | ------------------ | -------------- | ---------------- |
| 1.  | 28'54"14 | Beatrice Chebet    | Eugene         | 25 maggio 2024   |
| 2.  | 29'01"03 | Letesenbet Gidey   | Hengelo        | 8 giugno 2021    |
| 3.  | 29'05"92 | Gudaf Tsegay       | Eugene         | 25 maggio 2024   |
| 4.  | 29'06"82 | Sifan Hassan       | Hengelo        | 6 giugno 2021    |
| 5.  | 29'17"45 | Almaz Ayana        | Rio de Janeiro | 12 agosto 2016   |
| 6.  | 29'26"89 | Lilian Rengeruk    | Eugene         | 25 maggio 2024   |
| 7.  | 29'27"59 | Margaret Kipkemboi | Eugene         | 25 maggio 2024   |
| 8.  | 29'31"78 | Wang Junxia        | Pechino        | 8 settembre 1993 |
| 9.  | 29'32"53 | Vivian Cheruiyot   | Rio de Janeiro | 12 agosto 2016   |
| 10. | 29'42"56 | Tirunesh Dibaba    | Rio de Janeiro | 12 agosto 2016   |